# Saraya Ashura
Saraya Ashura (سرايا عاشوراء, en árabe) es una milicia chií islamista iraquí que opera en Irak para combatir la insurgencia árabe sunita desde 2014 y, posteriormente, al Estado Islámico.

## Afiliaciones
Saraya Ashura está afiliado a la Asamblea Suprema Islámica de Irak, en especial es cercana al Jeque Jalal al-Din al-Saghir. Es parte de las Fuerzas de Movilización Popular, formados en Irak el 15 de junio de 2014. También es cercana a la Saraya Ansar al-Aqeeda, otra milicia chiita parte de la Asamblea.

## Ideología
Saraya Ashura es una organización chiita iraquí nacionalista e islamista. Reconoce como autoridad religiosa al ayatolá Ali al-Sistani, que a diferencia de las milicias chiíes patrocinados por Irán, se niega el establecimiento en Irak de un gobierno islámico chiita sobre la base de la Wilayat Faqih. Sin embargo, la milicia tiene buenas relaciones con Irán.

## Organización
Saraya Ashura fue fundada por Ammar al-Hakim, que es desde 2009 el líder de la Asamblea Suprema Islámica de Irak. En 2016, la milicia tiene entre 3 000 y 5 000 hombres.

## Soporte
Esta fuerza incluye a un número de combatientes anteriores de la Organización Badr y está respaldada por Irán, país que le suministra armamento. Aún no fue designada como una organización terrorista por ningún país occidental.

## Guerra contra el Estado Islámico
En 2016, durante la ofensiva militar conjunta de Irak y Estados Unidos para recuperar Mosul, todavía en manos del Estado Islámico, las Fuerzas de Movilización Popular se pusieron en acción. En las afueras de la ciudad, Saraya Ashura y otras milicia de la FMP, se movienron rápidamente hacia el oeste, tomando el control de decenas de pueblos del desierto para tratar de controlar eventualmente la frontera iraquí con Siria.
En la noche del sábado 28 de mayo de 2016, el Estado Islámico preparó un ataque hacia la zona estratégica de Al-Saqlaviya, desde donde se le falicitaría atacar Faluya, pero Saraya Ashura repelió el ataque, dejando 54 hombres del bando terrorista abatidos, además de la destrucción de cinco vehículos del EI que llevaban explosivos, obligándolos a retirarse. También estuvieron en las victorias contra el EI del lago Tharthar, Faluya, Ramadi y la Gobernación de Saladino.